# Ngày Tái Độc lập
Ngày Tái Độc lập là một kỳ nghỉ hàng năm và không chính thức tại Trung Hoa Dân quốc để kỷ niệm 50 năm cai trị của Đài Loan và Bành Hồ, và họ đã tuyên bố bàn giao cho Trung Hoa Dân quốc vào ngày 25 tháng 10 năm 1945. Tuy nhiên, ý tưởng về "nhượng bộ Đài Loan" đang bị tranh chấp.

## Lịch sử
Đài Loan, trước đây gọi ở phương Tây như Formosa, đã trở thành một thuộc địa của Đế quốc Nhật Bản bởi Hiệp ước Shimonoseki năm 1895, ký kết vào cuối của đầu tiên Trung-Nhật Chiến tranh năm 1894 bị mất bởi các đế chế nhà Thanh. Các chính quyền Nhật Bản của đảo kéo dài cho đến khi kết thúc Chiến tranh thế giới thứ hai.
Vào tháng 11 năm 1943, Tưởng Giới Thạch đã tham gia hội nghị ở Cairo cùng với các nhà lãnh đạo Mỹ, Anh và Trung Quốc để yêu cầu trả lại tất cả các lãnh thổ do đế chế Nhật Bản sáp nhập, bao gồm Đài Loan và Quần đảo Pescadores. Điều 8 của Tuyên bố Potsdam, được soạn thảo bởi Hoa Kỳ, Vương quốc Anh, Liên Xô và Trung Quốc vào tháng 7 năm 1945, đã nhắc lại yêu cầu này được quy định trong Tuyên bố Cairo là điều kiện để Nhật Bản đầu hàng.
Bằng cách áp dụng chung Douglas MacArthur, Trần Nghi của Quốc Dân Đảng (KMT) và phái đoàn Trung Quốc đã được hộ tống bởi George Kerr đến Đài Loan để chấp nhận sự đầu hàng của chính phủ Nhật Bản vào cuối của Chiến tranh thế giới thứ hai. Đó là Rikichi Ando, Tổng Đốc Đài Loan và chỉ huy các lực lượng Nhật Bản trên đảo, đã ký văn bản đầu hàng đến tòa thị chính tại Đài Bắc25/10/1945 và trao cho Chen Yi một bàn tay để hoàn thiện việc bàn giao. Sau này tuyên bố ngày này là "ngày đầu hàng Đài Loan" và thành lập tỉnh mới của Đài Loan.
Ngày Tái Độc lập không phải là một ngày lễ tại Đài Loan, tuy nhiên, lễ kỷ niệm được tổ chức bởi các tổ chức dân sự và cá nhân. Đảng Dân chủ Cấp tiến, độc lập và chủ quyền, đánh giá thấp tầm quan trọng của các ngày trong suốt thời gian của họ 2000-2008 4, 5. Năm 2010, khu đô thị của Đài Bắc tổ chức lễ tưởng niệm khiêm tốn cho 65 năm nhượng.

## Quan điểm độc lập của Đài Loan
Những người ủng hộ nền độc lập của Đài Loan đã lập luận rằng sự nhượng bộ của Đài Loan là không hợp lệ vì không có tiền lệ trong luật quốc tế, trong đó một công cụ đầu hàng đã thực hiện một sự chuyển giao chủ quyền, và họ dựa trên niềm tin vào một báo cáo CIA được giải mật từ tháng 3 năm 1949 không phải là một phần của Trung Hoa Dân Quốc [15] và ngày 27 tháng 6 năm 1950 của Tổng thống Truman, tuyên bố về "tình trạng không xác định" của Đài Loan, mà họ giữ bằng chứng về quan điểm của các Đồng minh hàng đầu. Vào cuối tháng 11 năm 1950, các Bộ Ngoại giao Hoa Kỳ thông báo rằng không có hành động chính thức khôi phục chủ quyền trên Formosa và Bành Hồ sang Trung Quốc đã chưa xảy ra; [16]Các quan chức Anh nhắc lại quan điểm này vào năm 1955, nói rằng "Những người theo chủ nghĩa dân tộc Trung Quốc đã bắt đầu một cuộc chiếm đóng quân sự của Formosa và Pescadores vào năm 1945. Tuy nhiên, những khu vực này thuộc chủ quyền của Nhật Bản cho đến năm 1952".